# Чемпионат СССР по самбо 1977
31-й Чемпионат СССР по самбо проходил в Караганде с 14 по 15 июля 1977 года. В соревнованиях участвовал 201 спортсмен.

## Медалисты
| Весовая категория              | Золото                                        | Серебро                                    | Бронза                                                                             |
| ------------------------------ | --------------------------------------------- | ------------------------------------------ | ---------------------------------------------------------------------------------- |
| Наилегчайший вес (до 48 кг)    | Дмитрий Самощук «Труд» (Таллин)               | Алмас Мусабеков Вооружённые Силы (Джамбул) | З. Гараев «Динамо» (Ленинград) Нурислам Халиуллин «Динамо» (Владивосток)           |
| Легчайший вес (до 52 кг)       | Иосиф Магалашвили «Динамо» (Тбилиси)          | Н. Колечкин «Динамо» (Ленинград)           | В. Енин Вооружённые Силы (Львов) И. Кухарик «Колос» (Луцк)                         |
| Полулёгкий вес (до 57 кг)      | Халим Гареев «Труд» (Ангарск)                 | А. Зверев «Динамо» (Москва)                | Виктор Астахов «Буревестник» (Москва) Нариман Сулейманов Вооружённые Силы (Киев)   |
| Лёгкий вес (до 62 кг)          | Зяки Умяров «Труд» (Дзержинск)                | Борис Касап «Динамо» (Одесса)              | Василий Кривоногов «Динамо» (Гомель) В. Халанский «Буревестник» (Владивосток)      |
| 1-й полусредний вес (до 68 кг) | Константин Герасимов «Динамо» (Саратов)       | М. Кисиев «Динамо» (Волгоград)             | Роман Басиров «Труд» (Новокузнецк) А. Звягинцев «Пахтакор» (Ташкент)               |
| 2-й полусредний вес (до 74 кг) | А. Окропиридзе Вооружённые Силы (Тбилиси)     | Николай Баранов «Труд» (Кстово)            | Александр Фёдоров «Труд» (Свердловск) В. Короев Вооружённые Силы (Львов)           |
| 1-й средний вес (до 82 кг)     | Давид Бодавели Вооружённые Силы (Тбилиси)     | Гумер Костоков «Буревестник» (Майкоп)      | Чесловас Езерскас Вооружённые Силы (Вильнюс) Валерий Пашкин «Буревестник» (Москва) |
| 2-й средний вес (до 90 кг)     | Александр Пушница «Динамо» (Омск)             | Геннадий Малёнкин «Труд» (Владимир)        | Владимир Пушница «Динамо» (Алма-Ата) Виктор Чингин «Динамо» (Ленинград)            |
| Полутяжёлый вес (до 100 кг)    | Владимир Дутов Вооружённые Силы (Майкоп)      | Александр Долженко «Динамо» (Ташкент)      | Антон Новик Вооружённые Силы (Минск) Михаил Кокорин «Динамо» (Ленинград)           |
| Тяжёлый вес (свыше 100 кг)     | Владимир Сободырев Вооружённые Силы (Ташкент) | Сосо Гогнадзе «Динамо» (Ташкент)           | Владимир Саунин Вооружённые Силы (Киев) Виталий Кузнецов Вооружённые Силы (Москва) |